# Епидаур (Далмација)
Епидаурус (грч. Επίδαυρος) или Епидаврос, био је античка грчка колонија основана током 6. вијека прије нове ере, преименована у Епидаурум (лат. Epidaurum) током римске владавине 228. године п. н. е, када је била дио римске провинције Илирик, касније Далмације. Налазила се на простору данашњег Цавтата у Хрватској, 15 km јужно од Дубровника.
Током грађанског рата између Јулија Цезара и Помпеја град је опседао Марко Октавије, али се спасио доласком конзула Публија Вицинија.
Град су уништили Авари и Словени током инвазије града 7. вијека. Избјеглице из Епидаурума су населиле оближње острво Лас или Лаус (значи „стијена” на грчком, од које је кроз ротацизам настала Рагуза), из кога ће се касније развити Дубровник.
Пронађено је неколико римских натписа међу рушевинама, гробница Публија Корнелија Долабела, који је био конзул за вријеме Октавијана Августа и гувернер Илирикума, и остаци акведукта.
У средњем вијеку, град Цавтат (лат. Ragusa-Vecchia) је подигнут на истом простору.